# Tandfeen
Tandfeen er en karakter i moderne vestlig kultur som siges at give et barn lidt penge eller en gave, i bytte for en mælketand, når den er faldet ud af munden. Tandfeens oprindelse er ukendt, men riten er startet lige efter år 1900 og tandfeen blev meget populær i 1950'erne efter Lee Rogows historie "The Tooth Fairy" fra 1949.
Er tanden flækket kan pengene ligge andre steder, så som i skoen eller i lommen
Spøgefuldt har tandfeen inspireret til en joke: "Tandfeen lærer børn at de kan sælge kropdele for penge".
I ældre nordisk tradition, er en gave der gives ved første tands frembrud kaldt en tand-gave.